# Чејн-О-Лејкс (Мисури)
Чејн-О-Лејкс (енгл. Chain-O-Lakes) град је у америчкој савезној држави Мисури.

## Демографија
По попису из 2010. године број становника је 126, што је 1 (-0,8%) становника мање него 2000. године.
| Група             | 2000.       | 2010.       |
| Белци             | 122 (96,1%) | 125 (99,2%) |
| Афроамериканци    | 0 (0,0%)    | 0 (0,0%)    |
| Азијати           | 0 (0,0%)    | 1 (0,8%)    |
| Хиспаноамериканци | 0 (0,0%)    | 0 (0,0%)    |
| Укупно            | 127         | 126         |